# Stellar (grupo)
Stellar (coreano: 스텔라 ()) fue un grupo femenino surcoreano cuya formación final estaba compuesta por Minhee, Hyoeun, Soyoung y Youngheun, que se disolvió en 2018. Formado en 2011 por The Entertainment Pascal (Chino: 北京帕斯卡娱乐有限公司), el grupo atrajo mucho la atención, ya que inicialmente el grupo fue producido por Eric Mun de Shinhwa.
Después de un debut fallido con el sencillo "Rocket Girl" en agosto de 2011, Stellar experimentó un cambio de formación y lanzó "UFO" en febrero de 2012, que tuvo un desempeño similar. El grupo comenzó a trabajar con el equipo de producción MonoTree en julio de 2013 y lanzó "Study", que experimentó un éxito modesto y se convirtió en su primer sencillo en ubicarse en el top 100 del Gaon Digital Chart.
Stellar ganó notoriedad en febrero de 2014, cuando adoptaron una imagen más "provocativa" para el lanzamiento de su primera obra extendida Marionette . La canción principal del álbum alcanzó el puesto número treinta y cinco en el Gaon Digital Chart, convirtiéndose en su sencillo de mayor éxito comercial. Este cambio de dirección estilística se mantendría en los lanzamientos posteriores de Stellar, "Vibrato" en 2015 y su segundo extended play Sting en 2016.

## Carrera

### 2011-2014: Formación, debut y cambios en la alineación
La formación de Stellar comenzó ya en 2010, originalmente se suponía que sería un grupo de seis miembros con un ex aprendiz de Japón, pero Top Class Entertainment informó que el miembro Kim Gayoung había firmado un contrato exclusivo con la compañía y se uniría a un grupo de cinco chicas. Gayoung había ganado atención por su aparición en el episodio de la gira de los espectadores de 1 Night 2 Days y había sido elegida para la serie dramática Poseidon junto a Top Class Entertainment operador y el miembro de Shinhwa Eric Mun. La serie se emitió en la red de SBS hasta que se interrumpió la producción tras el incidente del bombardeo de Yeonpyeong en noviembre de 2010. Los papeles se refundieron posteriormente cuando la producción fue autorizada por KBS un año después. Gayoung fue posteriormente elegida para el drama de 2011 Spy Myung-wol junto con Mun.

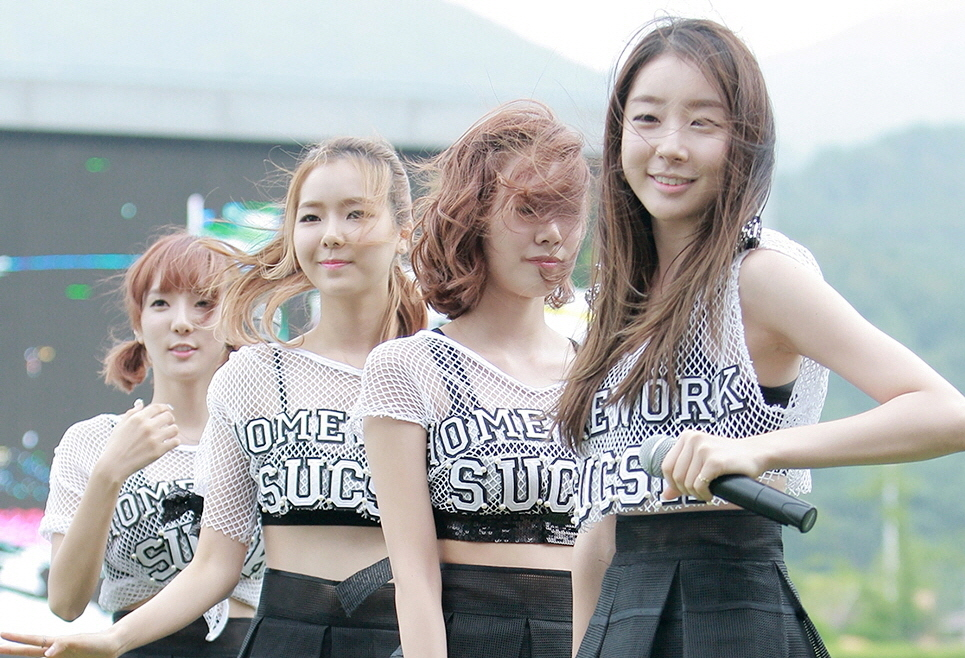
Stellar en febrero de 2013

La alineación debut final de Stellar fue la de Gayoung, Jeon-yul, Lee-seul y JoA. El grupo debutó oficialmente el 28 de agosto de 2011, con el lanzamiento del sencillo digital "Rocket Girl". El 26 de enero de 2012, se anunció que Lee-seul y JoA dejarían el grupo y serían reemplazadas por Min-hee y Hyo-eun para su primera canción de regreso "UFO".
El 11 de julio de 2013, Stellar lanzó su tercer sencillo digital "Study", que entró en el top 100 por primera vez.
El 12 de febrero de 2014, Stellar lanzó su primer extended play llamado Marionette, recibiendo críticas por promover un "juego de striptease" en el que los fans tenían que dar "Me gusta" en publicaciones de Facebook para ver fotos de partes del cuerpo de los miembros. Además, el grupo fue criticado por su video musical para mayores de 19 años y sus interpretaciones de "Marionette". A pesar de la controversia, la canción se convirtió en su sencillo más vendido, llegando al puesto número 35 y 34 en las listas Gaon y Billboard K-Pop Hot 100, respectivamente.
El 21 de agosto de 2014, Stellar lanzó un sencillo digital llamado "Mask".

### 2015-2016: Gran avance y controversia sexual idéntica
El 9 de marzo de 2015, Stellar lanzó el sencillo digital "Fool" y su video musical. El video muestra a los miembros reaccionando a los comentarios negativos de sus regresos pasados.
El 20 de julio de 2015, Stellar lanzó el sencillo "Vibrato" y un controvertido video musical, lo que les hizo ganar más reconocimiento. El grupo respondió a las críticas por sus atrevidos atuendos en actuaciones explicando que el video de "Vibrato" era simplemente una expresión de su identidad única. Además, mientras promocionaban "Vibrato", lanzaron un clip de realidad virtual de una de sus actuaciones el 27 de julio. El video, elaborado por la empresa de realidad virtual Moovr, una empresa de realidad virtual, permite a los espectadores controlar la vista de 360 grados del escenario giratorio, utilizando el mouse de su computadora o moviendo su teléfono, mientras los cuatro miembros actuaban.
El grupo anunció su regreso el 8 de enero de 2016 con su segundo EP titulado Sting, que sería lanzado el 18 de enero. La creación del álbum fue financiada en parte a través de una campaña de financiamiento en Makestar. La campaña inicialmente buscaba recaudar $8,418, pero logró alcanzar su meta en tan solo tres días y terminó recaudando un total de $35,510, lo que representó un 422% más de lo planeado. El álbum y el video musical de la canción principal "Sting" fueron lanzados el 18 de enero de 2016. La banda dijo que querían mostrar una imagen más suave en su nueva canción "Sting", a diferencia de las provocativas "Marionette" y "Vibrato". Explicaron que buscaban parecer más como una novia en esta ocasión: "Decidimos usar un maquillaje más suave para acercarnos más a nuestros fans". El sencillo anterior, "Vibrato", fue incluido como la última canción del álbum.
El 1 de abril, se anunció que Stellar realizaría su primer concierto en solitario desde su debut en 2016. El evento tuvo lugar el 22 de abril de 2016 en Seúl y ofreció actuaciones únicas de sus éxitos como "Marionette" y "Sting" para sus fans. El concierto fue transmitido en vivo en diferentes sitios web como Allreh TV, Allreh TV mobile y Goliveconcert.com.
El 10 de julio de 2016 se anunció oficialmente que el grupo lanzaría su séptimo álbum sencillo llamado "Cry" el 18 de julio. La fecha de lanzamiento y las primeras imágenes teaser se publicaron a través de su cuenta de Twitter. El proyecto contó con el apoyo de una campaña de financiación colectiva en Makestar que recaudó $53,593, superando el objetivo original en un 532%.
Luego realizaron un segundo concierto, titulado 'Stellar 2nd Concert: After Story' el 3 de diciembre de 2016, mientras que también debutaron en Japón con un escaparate en Tokio el 27 de agosto y un concierto el 24 de diciembre.

### 2017-2018: Últimas actividades y disolución
Stellar finalizó el año 2016 con el lanzamiento de su tercer miniálbum, para el cual organizó un evento de recaudación de fondos en Makestar el 26 de diciembre. El proyecto fue un éxito, superando el objetivo original en un 1,132%, convirtiéndose en el primer grupo en Makestar en lograr más del 1,000%. Para celebrarlo, Stellar realizó una firma de autógrafos en Fortaleza, Brasil el 25 de marzo de 2017. Al día siguiente, fueron las primeras chicas coreanas en realizar un concierto en solitario en Brasil, tocando para un público con entradas agotadas de casi 1,000 personas.
El 17 de mayo de 2016, se anunció que lanzarían nuevo material a finales de junio. Poco después, se anunció que Stellar tendría un nuevo miembro en su formación y lanzarían un nuevo EP llamado Stellar Into the World el 27 de junio. La canción principal se llamaría "Archangels of the Sephiroth", y el concepto del álbum giraría en torno a la temática de Ángeles contra Brujas. Este tema fue confirmado tanto por las etiquetas en las imágenes teaser en redes sociales como en una entrevista de radio con Stellar. El 18 de mayo, The Entertainment Pascal confirmó la incorporación de un nuevo miembro, So-young, a través del Proyecto Makestar de Stellar.
El 22 de agosto, se anunció que el grupo realizaría un concierto especial de aniversario titulado "Interstellar: Time Travel Through 6 Years" el 28 de agosto. El 23 de agosto, The Entertainment Pascal anunció las graduaciones de Gayoung y Jeonyul.
El 25 de agosto, Stellar anunció la incorporación de un nuevo miembro, Youngheun.
El 30 de septiembre, los miembros Youngheun y Soyoung fueron vistos en el avance de YG Entertainment para Mix Nine, un programa que crearía un grupo temporal de chicos o chicas, pero ninguno de los miembros pasó las audiciones.
El 22 de febrero de 2018, los miembros anunciaron en redes sociales que estaban organizando su última reunión de fans para el grupo, la cual se llevaría a cabo el 25 de febrero de 2018. Ese mismo día, Gayoung publicó en Twitter: "¡Las personas que juegan con las emociones de otras personas son las peores!", y Hyoeun respondió "Cierto". Muchos seguidores creyeron que esto quería decir que los integrantes estaban manifestando su descontento con la compañía.
El 26 de febrero, se anunció la disolución del grupo debido a la graduación de Minhee y Hyoeun. Minhee y Hyoeun se disculparon con los fans en una entrevista después de la disolución del grupo, asegurando que no había problemas entre los miembros. Ella mencionó que Jeonyul y Gayoung estaban interesadas en la actuación, mientras que ella y Hyoeun todavía no sabían qué camino seguirían.

### 2018: Post-disolución, reunión y revelación de las dificultades como ídolos
El 30 de octubre de 2018, Minhee lanzó un video de la primera fiesta de reunión de Stellar después de la disolución a través de su canal de YouTube "About Mini". Gayoung, Minhee, Hyoeun y Jeonyul asistieron al evento. Minhee explicó que la fiesta de reunión fue creada gracias a los fans.
El 29 de octubre de 2018, se lanzó un documental especial de SBS sobre la vida de los ídolos. Un segmento sobre Gayoung y Stellar reveló las dificultades que enfrentaron los miembros mientras eran parte de Stellar, además de mostrar parte de la historia después de la disolución del grupo. El segmento se centró en Gayoung y su búsqueda de ser actriz, mientras dirigía una cafetería.
En una entrevista con Insight el 17 de diciembre de 2018, Gayoung mencionó las dificultades que tuvo con sus compañeras al realizar el concepto sexy, debido a la presión de la compañía y la percepción del público. Los miembros se sentían obligados a hacer lo que la compañía quería, incluso si no estaban de acuerdo con ciertos conceptos. Gayoung dijo que no cree que vuelva a ser una ídolo. Terminó la entrevista dando un consejo a los nuevos aspirantes a ídolos: "Es crucial esforzarse mucho, pero también elegir la dirección correcta para seguir adelante".
Después de la entrevista de Insight, hubo una gran cantidad de comentarios de los miembros tanto en el video de la entrevista como en el de la fiesta de reunión de Stellar, mostrando una respuesta abrumadoramente positiva. Minhee lanzó un video de preguntas y respuestas el 13 de enero de 2019, en respuesta a los comentarios dejados en el primer video de la fiesta de reunión de Stellar. Ellas respondieron que, durante los 7 años que estuvieron en Stellar, cada miembro ganó menos de 10 millones de wones (~US$9000) por su trabajo.
El 28 de agosto de 2019, se reveló que Youngheun se había convertido en miembro de Rania.
En octubre de 2020, Gayoung participó en el programa Miss Back de MBN.

## Miembros
- Leeseul (이슬) (2011-2012)
- JoA (조아) (2011-2012)
- Gayoung (가영) (2011-2017)
- Jeonyeoul (전율) (2011-2017)
- Minhee (민희) (2012-2017)
- Hyoeun (효은) (2012-2017)
- Soyoung ( 소영) (2017-2018)
- Youngheun ( 영혼 ) (2017-2018)

## Discografía

### Extended plays
| Título                                                                                       | Detalles del álbum | Posiciones más altas en los gráficos | Posiciones más altas en los gráficos | Ventas       |
| Título                                                                                       | Detalles del álbum | COR                                  | US World                             | Ventas       |
| -------------------------------------------------------------------------------------------- | --- | ------------------------------------ | ------------------------------------ | ------------ |
| Marionette                                                                                   | - Fecha de lanzamiento: 12 de febrero de 2014 - Etiqueta: Top Class Enterteinment, CJ E&M - Formato: CD, descarga digital                                               | 19                                   | —                                    | - COR: 2,433 |
| Sting                                                                                        | - Fecha de lanzamiento: 18 de enero de 2016 - Etiqueta: The Entertainment Pascal, Universal Music - Formato: CD, descarga digital                                       | 13                                   | —                                    | - COR: 3,740 |
| Stellar Into the World                                                                       | - Fecha de lanzamiento: 27 de junio de 2017 (digital)<br>14 de julio de 2017 (físico) - Etiqueta: The Entertainment Pascal, Genie Music - Formato: CD, descarga digital | 40                                   | 13                                   | - COR: 1,794 |
| "—" denota lanzamientos que no aparecieron en las listas o que no se lanzaron en esa región. | |                                      |                                      |              |

### Álbumes sencillo
| Título | Detalles | Posiciones máximas en los gráficos | Ventas       |
| Título | Detalles | COR                                | Ventas       |
| ------ | --- | ---------------------------------- | ------------ |
| Cry    | - Fecha de lanzamiento: 18 de julio de 2016 - Etiquetas: The Entertainment Pascal, Universal Music - Formatos: CD, descarga digital | 38                                 | - COR: 2,225 |

### Sencillos
| Título                                                                                        | Año  | Posiciones más altas en los gráficos | Ventas         | Álbum                  |
| Título                                                                                        | Año  | COR                                  | Ventas         | Álbum                  |
| --------------------------------------------------------------------------------------------- | ---- | ------------------------------------ | -------------- | ---------------------- |
| "Rocket Girl"                                                                                 | 2011 | 143                                  | - KOR: 42,468  | Sencillos sin álbum    |
| "UFO"                                                                                         | 2012 | 188                                  | - KOR: 24,145  | Sencillos sin álbum    |
| "Study"                                                                                       | 2013 | 90                                   | - KOR: 38,606  | Marionette             |
| "Marionette"                                                                                  | 2014 | 35                                   | - KOR: 153,557 | Marionette             |
| "Mask"                                                                                        | 2014 | 147                                  | - KOR: 20,862  | Sencillos sin álbum    |
| "Fool"                                                                                        | 2015 | 132                                  | - KOR: 17,875  | Sencillos sin álbum    |
| "Vibrato"                                                                                     | 2015 | 97                                   | - KOR: 28,222  | Sting                  |
| "Sting"                                                                                       | 2016 | 90                                   | - KOR: 37,271  | Sting                  |
| "Crying"                                                                                      | 2016 | 116                                  | - KOR: 17,200  | Cry                    |
| "Archangels of the Sephiroth"                                                                 | 2017 | —                                    | —              | Stellar Into the World |
| "—" indica los lanzamientos que no entraron en las listas o que no se lanzaron en esa región. |      |                                      |                |                        |

### Bandas sonoras
| Año  | Título           | Posiciones más altas en los gráficos | Álbum                    | Notas                 |
| Año  | Título           | COR                                  | Álbum                    | Notas                 |
| ---- | ---------------- | ------------------------------------ | ------------------------ | --------------------- |
| 2011 | "Loving U"       | 194                                  | Spy Myung-wol OST Part.5 |                       |
| 2015 | "My Love You"    | —                                    | All is Well OST          |                       |
| 2017 | "Separation"     | —                                    | No Way Out EP            | MoonBand ft. Hyoeun   |
| 2017 | "Summer, Summer" | —                                    | —                        | Black Star ft. Hyoeun |

### Videos musicales
| Año                           | Título | Director       | Versiones alternativas |
| ----------------------------- | ------ | -------------- | ---------------------- |
| "Rocket Girl"                 | 2011   | Hong Won-ki    |                        |
| "UFO"                         | 2012   | Hong Won-ki    |                        |
| "Study"                       | 2013   | Joo Hee-sun    |                        |
| "Marionette"                  | 2014   | Park Seung-hun | - "No Cut" Version     |
| "Mask"                        | 2014   | Park Seung-hun |                        |
| "Fool"                        | 2015   | Lee Sa-gang    |                        |
| "Vibrato"                     | 2015   | Digipedi       | - Dance Version        |
| "Sting"                       | 2016   | Digipedi       | - Dance Version        |
| "Love Spell"                  | 2016   |                |                        |
| "Crying"                      | 2016   | Digipedi       |                        |
| "Archangels of the Sephiroth" | 2017   |                | - Dance Version        |

## Conciertos
- Stellar 1st Concert (22 de abril de 2016)
- Stellar 2nd Concert: After Story (3 de diciembre de 2016)
- Stellar Japan Concert (24 de diciembre de 2016)
- FEELZ - Special Stellar in Brazil (26 de marzo de 2017)
- Interstellar: Time Travel Through 6 Years (28 de agosto de 2017)

## Filmografía

### Televisión
| Año  | Título                           | Canal | Nota(s)    |
| ---- | -------------------------------- | ----- | ---------- |
| 2015 | Human Documentary People is Good | MBC   | Documental |
| 2018 | SBS Special                      | SBS   | Documental |

### Dramas
| Año  | Título            | Canal       | Papel(es)                                                                        | Nota(s)                                   |
| ---- | ----------------- | ----------- | -------------------------------------------------------------------------------- | ----------------------------------------- |
| 2017 | Trace of the Hand | Desconocido | Todas: Chicas de Phonetopia, Hyoeun - Soobin, Jeonyul - Asistente de laboratorio | Drama web                                 |
| 2017 | Girl's War        | Desconocido |                                                                                  | Drama web: Trace of the Hand, temporada 2 |